# 鄧叔許
鄧叔許（越南语：／，1870年—1931年），號午生，越南阮朝秀才，革命家。

## 生平
1870年（嗣德二十三年），鄧叔許出生在乂安省清漳縣碧潮總良田村（今屬乂安省清漳縣）。父親是舉人鄧台諧，長兄鄧元謹是副榜。
1900年（成泰十二年），鄧叔許在乂安場庚子科中秀才第一名。
後來前往暹羅從事越南獨立運動。